# Antiesenhofen
Antiesenhofen är en ort och kommun i Österrike. Den ligger i distriktet Ried im Innkreis i förbundslandet Oberösterreich, 220 kilometer väster om huvudstaden Wien. I norr gränsar kommunen mot floden Inn som här utgör gräns mot Bayern i Tyskland.
Kommunen består av fyra orter (Ortschaften) (inom parentes invånarantal 1 januari 2024):
- Antiesenhofen (995)
- Mitterding (50)
- Ungerding (16)
- Viehausen (39)